# 김여물 장군묘
김여물 장군묘는 대한민국 경기도 안산시 단원구에 있다. 1991년 11월 5일 안산시의 향토유적 제4호로 지정되었다.

## 개요
조선시대의 충신. 자(字)는 사수(士秀), 호(號)는 피구자(披 子),외암(畏菴), 본관은 순천(順天), 선조 25년(1592) 임진왜란이 일어나자, 신립과 함께 왕의 특명으로 충주(忠州)의 방어를 나서 탄금대(彈琴臺)에서 적 수십 명을 맨손으로 죽이고 물에 투신함. 이듬해 의관을 거두어 안산(安山) 동장리(洞長里)에 장사지내고 정려를 세움. 후에 영의정(領議政)에 추증되었고, 시호는 장의(壯毅)이다.